# Weiße Wildnis
Weiße Wildnis ist ein US-amerikanischer Tierfilm aus dem Jahr 1958. Der Film ist ein Teil der Disney-Serie Entdeckungsreisen im Reiche der Natur (True-Life Adventures).

## Handlung
Der Film beschreibt das Leben der Lemminge in der Arktis. Auch das Leben anderer Tierarten der Arktis, so beispielsweise das der Eisbären, wird thematisiert.

## Fälschungen
Bei dem Film handelt es sich nicht um einen echten Dokumentarfilm. Nach Recherchen der Canadian Broadcasting Corporation aus dem Jahr 1982 konstruierten Techniker einen schneebedeckten sich drehenden Tisch, um den Eindruck von wild umherirrenden Lemmingen zu erzeugen, die sich dann über eine Klippe in das Meer stürzten. Die Täuschung prägt bis heute das populäre Verständnis von Lemmingen. Tatsächlich bewegen sie sich zwar zeitweise in Schwärmen, unterlassen aber kollektiven Selbstmord. Um dennoch spektakuläre Bilder filmen zu können, kamen bei den Dreharbeiten Hunde zum Einsatz, um die Lemminge zu hetzen, bis sie sich in den Abgrund hinabstürzten. Die Hunde selbst treten im Film jedoch nicht in Erscheinung.

## Mythos über Massenselbstmorde
Unter anderem durch diesen Film wurde der Mythos populär, Lemminge würden alle paar Jahre kollektiven Massenselbstmord begehen, indem sie sich zu tausenden ins Meer oder Flüsse stürzen und anschließend ertrinken. Zuvor war diese Legende auch bereits in Teilen Skandinaviens aufgetaucht, vermutlich weil man dort regelmäßig die massenhaften Wanderungen beobachten konnte und oftmals Tiere auf der Suche nach neuen Lebensräumen nicht überlebten. „Wie die Lemminge“ wurde so zu einer sprichwörtlichen Metapher für jede Art von Massenverhalten. Inzwischen weiß man allerdings, dass es zwar regelmäßige Populationsschwankungen unter Lemmingen gibt, diese allerdings nicht durch einen Massenselbstmord verursacht werden, sondern vermutlich hauptsächlich durch nachtaktive Feinde, wie die Schneeeule, den Polarfuchs und insbesondere das Hermelin (siehe auch Räuber-Beute-Beziehung). Ebenfalls spricht gegen den Mythos, dass Lemminge sehr gute Schwimmer sind und daher nicht sehr schnell ertrinken würden. Der Disney-Film, aus dem die Legende stammt, wurde in der kanadischen Provinz Alberta gedreht – dort gibt es jedoch gar keine Lemminge. Die Lemminge wurden extra für den Film dorthin gebracht, um anschließend medienwirksam einen Massenselbstmord zu inszenieren. Da dabei angeblich Tiere in das Wasser geworfen wurden, um die Szenen realistischer wirken zu lassen, warfen Tierschützer den Produzenten sogar Tierquälerei vor. Der Mythos hat Einzug in die Populärkultur gefunden und wird auch in Redewendungen verwendet.

## Kritik
- Dokumentarischer Naturfilm aus der Disney-Werkstatt mit sehenswerten Aufnahmen vom Leben der Tierwelt im hohen Norden der Arktis. Anders als bei Disneys früheren Idyllen und Tragödien im Tierreich zeigt sich die Bearbeitung auch um naturkundliche Demonstration bemüht. – Lexikon des Internationalen Films.[7]

## Auszeichnungen
1959 wurde der Film in der Kategorie Bester Dokumentarfilm mit dem Oscar ausgezeichnet. Oliver Wallace erhielt für seine Musik eine Oscarnominierung. Bei den Internationalen Filmfestspielen von Berlin 1959 wurde Regisseur Algar mit dem Goldenen Bären für die beste Dokumentation ausgezeichnet.